# Nupserha ruficolor
Nupserha ruficolor là một loài bọ cánh cứng trong họ Cerambycidae.